# Leandro Faggin
Leandro Faggin (n. 18 iulie 1933, Padova, Italia – d. 6 decembrie 1970, Padova, Italia) a fost un cisclist ce a reprezentat Italia, medaliat olimpic. A participat la o ediție a Jocurilor Olimpice (1956) în care a câștigat două medalii de aur.

## Participări
Lista de mai jos prezintă principalele competiții la care a participat Leandro Faggin de-a lungul carierei.
- cycling at the 1956 Summer Olympics – men's 1000 m time trial[*]